# Steppenwolf
Steppenwolf – amerykańsko-kanadyjska grupa rockowa, założona w roku 1967 w Los Angeles, przez wokalistę i gitarzystę Johna Kaya.
Nazwa zaczerpnięta została od tytułu powieści Hermanna Hesse – „Wilk stepowy” (1927).
Grupa kojarzona bywa z hippisami oraz subkulturą rockersów – m.in. za sprawą przeboju „Born to Be Wild”, który stanowi jeden z najgłośniejszych hymnów rozsławiających wolność, żywiołowe życie i Harleya.
Dwa utwory zespołu: „Magic Carpet Ride” oraz „Rock Me” wykorzystano w komedii Candy (reż. Christian Marquand, 1968), a utwór „Magic Carpet Ride” został też użyty w filmie science fiction Star Trek: Pierwszy kontakt (reż. Jonathan Frakes, 1996). Na ścieżce dźwiękowej filmu Easy Rider (reż. Dennis Hopper, 1969) znajdują się dwa utwory zespołu: „Born To Be Wild” oraz „The Pusher”.
Inne utwory zespołu, to: „Monster”, „Draft Resister”, „Snowblind Friend”, „Who Needs Ya?”, „Jupiter’s Child”, „Screaming Night Hog”, „Power Play”, „Hey Lawdy Mama”, „Move Over”.
W 1976 roku John Kay odszedł z zespołu, by rozpocząć karierę solową, powrócił doń w roku 1980. Od tego momentu zespół nazywał się John Kay & The Steppenwolf i grał muzykę bliższą hard rocka, aż do rozwiązania w 2018.

## Skład

### Ostatni skład
- John Kay – wokal, gitara, harmonijka (1967–1976, 1980–2018)
- Michael Wilk(inne języki) – instrumenty klawiszowe, gitara basowa (1982–2018)
- Ron Hurst – perkusja (1985–2018)
- Danny Johnson – gitara (1996–2018)

### Byli członkowie
- Jerry Edmonton – perkusja (1967–1976)
- Michael Monarch – gitara (1967–1969)
- Rushton Moreve – gitara basowa (1967–1969,1978)
- Goldy McJohn(inne języki) – instrumenty klawiszowe (1967–1974,1977,1978,1979,1980)
- Rob Black – gitara basowa (1969)
- Nick St. Nicholas – gitara basowa (1969–1970,1977,1978,1979–1980)
- Larry Byrom – gitara (1969–1970)
- George Biondo – gitara basowa (1970–1976)
- Kent Henry – gitara (1971–1973,1977,1978,1980)
- Bobby Cochran – gitara (1974–1976)
- Andy Chapin – instrumenty klawiszowe (1975)
- Wayne Cook – instrumenty klawiszowe (1976)
- Tony Flynn – gitara (1977,1978,1979–1980)
- Tom Pagon – wokal (1977)
- Jamie James – gitara (1977)
- Tony DeSanti – perkusja (1977)
- Larry Green – wokal (1977)
- Evan Smith – instrumenty klawiszowe (1977)
- Jack White – perkusja (1977,1978,1979–1980)
- Bob Simpson – wokal (1978)
- John Hall – instrumenty klawiszowe (1978)
- Jerry Posin – perkusja (1978)
- Ruben DeFuentes – gitara (1978,1979–1980)
- Geoff Emery – instrumenty klawiszowe (1978,1979–1980)
- Frankie Banali – perkusja (1978)
- Dick Jurgens – perkusja (1978)
- Peter McGraw – wokal (1979)
- Paul Nauman – gitara (1979)
- Rick Reed – gitara basowa (1979)
- Robbie Roberti – perkusja (1979)
- Tommy Holland – wokal (1979–1980)
- Steve Riley – perkusja (1979–1980)
- Nick Graham – wokal (1980)
- Paul Conroe – gitara basowa (1980)
- Lawrence Hammock – perkusja (1980)
- Michael Palmer – gitara (1980–1984)
- Kurtis Teel – gitara basowa (1980)
- Danny Ironstone – instrumenty klawiszowe (1980)
- Steven Palmer – perkusja (1980–1984)
- Chad Peery – gitara basowa (1981)
- Brett Tuggle – instrumenty klawiszowe (1981)
- Welton Gite – gitara basowa (1982–1983)
- Gary Link – gitara basowa (1984)
- Rocket Richotte – gitara (1985–1994)
- Les Dudek – gitara (1995)
- Steve Fister – gitara (1995)

## Dyskografia
- Steppenwolf (1968) Złoto (USA #6 Wielka Brytania #59)
- Steppenwolf the Second (1968) Złoto (USA #3)
- At Your Birthday Party (1969) Złoto (USA #7)
- Early Steppenwolf(1969)
- Monster (1969) Złoto (USA #17 Wielka Brytania #43)
- Steppenwolf Live (1970)
- Steppenwolf 7 (1970) Złoto (USA #19)
- For Ladies Only (1971) (USA #54)
- 16 Greatest Hits (1973)
- Slow Flux (1974) (USA #47)
- Hour of the Wolf (1975) (USA #155)
- Skullduggery (1976)
- Paradox (1984)
- Rock & Roll Rebels (1987) (USA #171)
- Rise & Shine (1990)